# دریاچه ساگامی

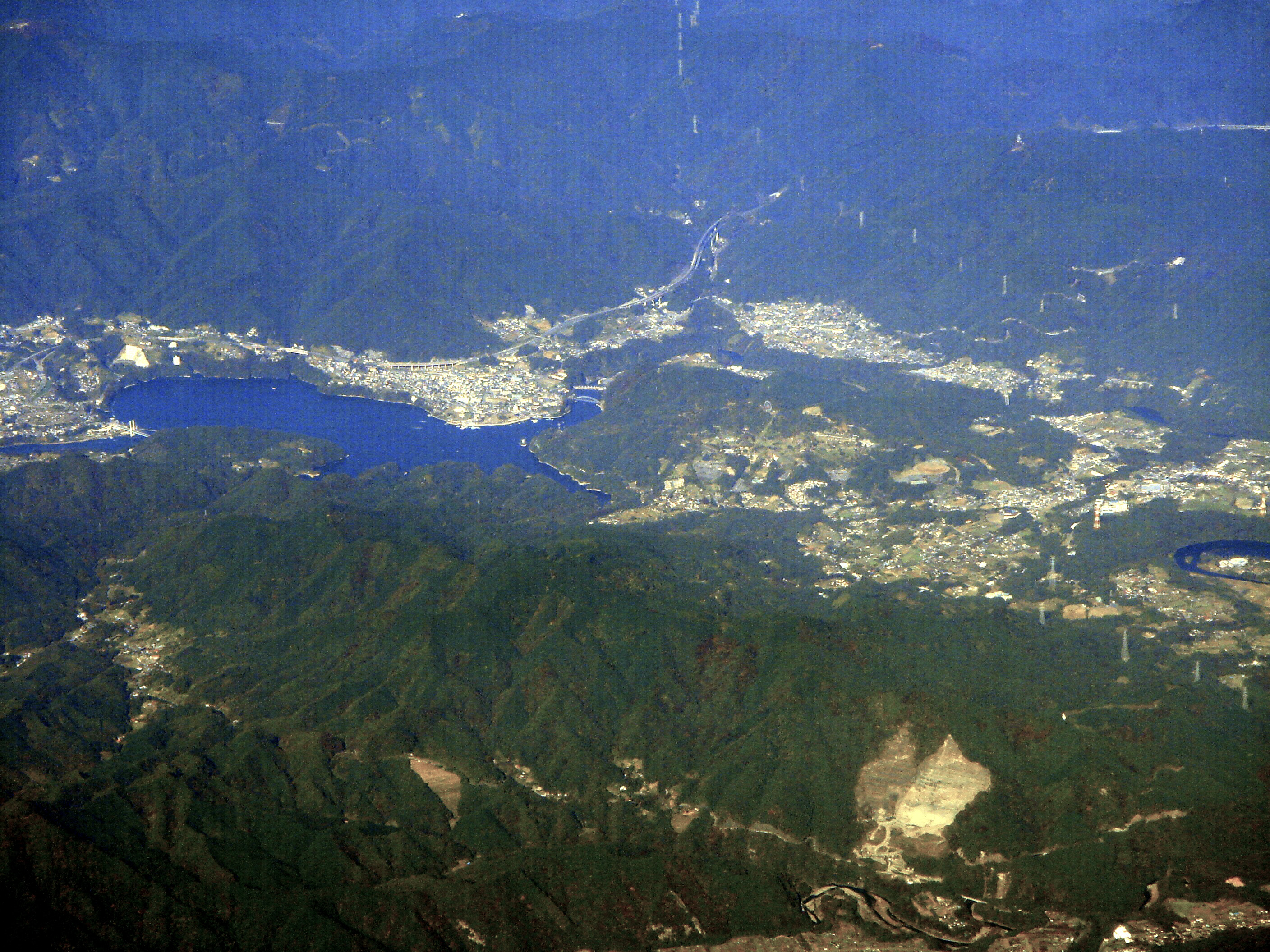
دریاچهٔ ساگامی در استان کاناگاوا.

دریاچهٔ ساگامی در منطقهٔ اطراف شهر ساگامی در استان کاناگاوای ژاپن واقع شده‌است. این دریاچهٔ مصنوعی در پی ایجاد سد ساگامی (相模ダム) به وجود آمده‌است. این سد در سال ۱۹۴۷ میلادی بر روی رودخانهٔ ساگامی 
(相模川) احداث شده‌است.